# تورگوت اوزال
تورگوت اوزال (به ترکی استانبولی: Turgut Özal) (زاده ۱۳ اکتبر ۱۹۲۷، ملطیه – درگذشته ۱۷ آوریل ۱۹۹۳، آنکارا) هشتمین رئیس‌جمهور ترکیه بود او کردتبار بود.

## زندگی سیاسی
او از رهبران سیاسی لیبرال ترکیه و زمانی نیز نخست‌وزیر آن کشور بود.
زمانی که حزب وی در سال ۱۹۸۳ در انتخابات پیروز شد، اوزال، پس از عدنان مِندِرِس و سلیمان دمیرل، سومین رهبر انتخاب‌شده به صورت دموکراتیک در تاریخ ترکیه بود.
سیاست خصوصی‌سازی اقتصادی تورگوت اوزال باعث نزدیکی بیشتر ترکیه با غرب به‌ویژه ایالات متحده شد.
تورگوت اوزال از طرف والدین خود تبار کردی داشت.

## ترور نافرجام اوزال
با توجه به پیشینه کردی تورگوت اوزال و علاقه او به حل مسئله کردها در ترکیه، چند بار مورد سوءقصد قرار گرفت. در جریان سوءقصد یک ناشناس به جان تورگوت اوزال که در روز شنبه ۱۸ ژوئیه ۱۹۸۸ رخ داد نزدیک ده تن از جمله وزیر کار این کشور و نماینده شهر چوروم در پارلمان ترکیه مجروح شدند. به گزارش خبرگزاری جمهوری اسلامی از آنکارا بر اساس گزارش‌ها منتشره از سوی رسانه‌های خبری ترکیه مجروحان به بیمارستان انتقال یافتند.
اوزال نخست وزیر وقت ترکیه درحالی‌که در مراسم گشایش دومین کنگره حزب مام وطن سخنرانی می‌کرد مورد حمله مسلحانه یک شخص ناشناس قرار گرفت. تلویزیون رسمی ترکیه اعلام نمود شخص مهاجم از میان خبرنگاران عکاس دو گلوله به سوی نخست وزیر شلیک کرد اما این سوءقصد با مداخله مأموران امنیتی نافرجام ماند. تورگوت اوزال در این حمله از ناحیه دست جراحت سطحی برداشت کرد.

## مشکوک بودن مرگ تورگوت اوزال

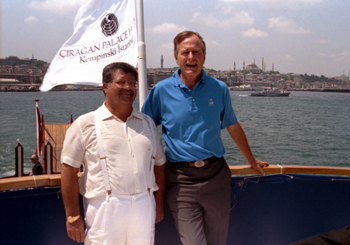

در سال ۱۹۹۳ دلیل مرگ اوزال سکته قلبی اعلام شد.
خبر سکته اوزال که از کردهای ترکیه بود، درحالی در سن ۶۵ سالگی اعلام شد که وی در آن زمان تلاشهایش را جهت حل مشکل این کشور آغاز کرده بود.
نبش قبر تورگوت اوزال، در اول اکتبر ۲۰۱۲ با دستور قضایی انجام شد. این درحالی است که خانواده وی بارها تأکید کرده بودند که وی به قتل رسیده‌ است.
با مشخص شدن نتایج اولیه کالبدشکافی، وجود یک سم خطرناک در جسد رئیس‌جمهور هشتم ترکیه تایید شد.
روزنامه «تودایز» وابسته به دولت ترکیه نوشت: پزشکان تأکید کردند که مقدار د.د. ت ۱۰ برابر بیشتر از حد مجاز بود و علاوه بر آن نشانه‌هایی از آلودگی به «کادمیوم»، «پلونیوم»، و «امریکیون» ثبت شد. بر اساس گزارش کالبدشکافان، امریکیون و پلونیوم که دو ماده پرتوزا هستند، به شدت موجب ضعف اوزال شده و باعث شدند که د.د.ت به سرعت اثر کند.
آزمایش‌های سم‌شناسی از پیکر «تورگوت اوزال» وجود ۴ نوع سم در بدن او را تأیید کرد.